# Écully
Écully là một xã thuộc tỉnh Rhône trong vùng Rhône-Alpes phía đông nước Pháp. Xã này nằm ở khu vực có độ cao trung bình 211 mét trên mực nước biển.
Thị trấn này nằm ở phía tây thành phố Lyon, Écully là nơi có Viện Paul Bocuse.
Ngoài ra còn có các trường khác như École de Management de Lyon và École centrale de Lyon.